# (21949) Tatulian
(21949) Tatulian est un astéroïde de la ceinture principale d'astéroïdes.

## Description
(21949) Tatulian est un astéroïde de la ceinture principale d'astéroïdes. Il fut découvert le 12 novembre 1999 à Socorro (Nouveau-Mexique) par le projet LINEAR. Il présente une orbite caractérisée par un demi-grand axe de 2,71 UA, une excentricité de 0,13 et une inclinaison de 3,4° par rapport à l'écliptique.

## Compléments